# 佐々木芳遠

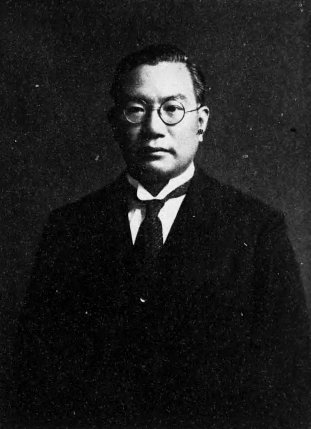
佐々木芳遠

佐々木 芳遠（ささき よしお / よしとお、1894年（明治27年）10月 - 1949年（昭和24年）10月20日）は、日本の内務・警察・厚生官僚。官選県知事。

## 経歴
宮城県出身。佐々木茂三郎の三男として生まれる。第二高等学校を卒業。1919年10月、高等試験行政科試験に合格。1920年、東京帝国大学法学部法律学科（独法）を卒業。内務省に入省し埼玉県属となる。
以後、岐阜県加茂郡長、徳島県理事官、神奈川県警視、復興局事務官、岩手県書記官・警察部長、茨城県書記官・警察部長、山口県書記官・警察部長、東京府書記官・経済部長、同総務部長などを歴任。
1938年6月、秋田県知事に就任。戦時下の体制整備、田沢疏水開墾事業、秋田飛行場建設工事などを推進。1939年1月、厚生省体力局長に転任。1941年8月、山口県知事に転任。食料増産などに尽力。1942年、風水害の復旧に取り組んだ。1943年7月1日、知事を依願免本官となり退官した。戦後、公職追放となった。